# Аджибайчицьке озеро
Аджибайчи́цьке озеро (або Аджи́-Байчи́, крим. Acı Bayçı gölü) — солоне озеро в центрі  Євпаторійського району АР Крим, п'яте за площею озеро району. Площа становить 1,2 км², за іншими даними — 0,72 км². Походження — лиманне, тип загальної мінералізації — солоне. Озеро безстічне.

## Походження назви
Назва озера походить з кримськотатарської мови і означає «дуже солоне» (крим. acı — гіркий, солоний, крим. bay — багатий). Поруч з озером раніше існувало село Аджи-Байчи (нині — Хуторок).

## Географія
Озеро входить до Євпаторійської групи озер. Його водозбірний басейн має площу 41 км². Довжина озера становить 1,5 км, максимальна ширина — 0,7 км, найбільша глибина — 0,65 м. Рівень води знаходиться на висоті −0,4 м над рівнем моря. Безпосередньо на північ від озера розташоване село Штормове.
Озеро відокремлене від Чорного моря перешийком, через який проходить дорога без твердого покриття. Озерна котловина має неправильну округло-продовгувату форму і витягнута з північного заходу на південний схід. На південному сході до озера прилягають солончаки. Береги озера пологі. Жодна річка в озеро не впадає.
На дні озера залягають донні відкладення: у верхньому шарі — чорний мул, далі сірий і стально-сірий шари, іноді з блакитним відтінком. Вища водна рослинність розвивається лише на опріснених ділянках озера або у місцях виходу підземних вод. Озеро заростає переважно на опріснених ділянках: у лагунах, у місцях виходу вод, а також в гирлах балок. У деякі роки водорості забарвлюють воду у червоний або зеленуватий колір.
Середньорічна кількість опадів — близько 400 мм. Живлення озера змішане: поверхневі й підземні води Причорноморського артезіанського басейну, а також фільтраційні води Чорного моря.

## Господарське значення
Ілові сульфідні грязі приморського типу, що видобуваються в озері, мають лікувальні властивості, тому озеро є місцем рекреації. Аджибайчицьке озеро є одним із 14 грязьових родовищ Криму, що мають затверджені зони санітарної охорони.